# The Best of The Alan Parsons Project (альбом, 1983)
The Best of The Alan Parsons Project — первый сборник лучших хитов английской арт-рок-группы The Alan Parsons Project, изданный в 1983 году. Альбом включал песни из предыдущих альбомов группы, а также одну новую композицию You Don’t Believe.
Альбом был выпущен фирмой грамзаписи «Мелодия» в Советском Союзе в 1986-м году, став первым выпущенным в стране альбомом The Alan Parsons Project. Композиция «Psychobabble» в советской версии отсутствовала. Кроме того, на пластинке было ошибочно отмечено, что песни были взяты, в том числе, из альбома Tales of Mystery and Imagination, отсутствовавшие в данном издании, однако не были упомянуты ни в действительности вошедший в подборку альбом Eye in the Sky, ни то, что композиция «You Don’t Believe» была впервые выпущена в рамках этого альбома.

## Список композиций
Все композиции написаны Аланом Парсонсом и Эриком Вулфсоном.
Сторона 1
1. I Wouldn’t Want to Be Like You (3:08) (вокал — Ленни Закатек) — с альбома I Robot
2. Eye in the Sky (4:29) (вокал — Эрик Вулфсон) — с альбома Eye in the Sky
3. Games People Play (4:14) (вокал — Ленни Закатек) — с альбома The Turn of a Friendly Card
4. Time (4:57) (вокал — Эрик Вулфсон, бэк-вокал — Алан Парсонс) — с альбома The Turn of a Friendly Card
5. Pyramania (4:11) (вокал — Джек Харрис) — с альбома Pyramid
6. You Don’t Believe (4:23) (вокал — Ленни Закатек)- новая композиция. Впоследствии вышла на альбоме Ammonia Avenue

Сторона 2
1. Lucifer (4:05) (Инструментальная композиция) — с альбома Eve
2. Psychobabble (4:48) (вокал — Дейв Терри) — с альбома Eye in the Sky (отсутствует в советском издании)[2]
3. Damned If I Do (3:30) (вокал — Ленни Закатек) — с альбома Eve
4. Don’t Let It Show (3:28) (вокал — Дейв Таусенд) — с альбома I Robot
5. Can’t Take It with You (4:40) (вокал — Дин Форд) — с альбома Pyramid
6. Old and Wise (4:04) (вокал — Колин Бланстоун) — с альбома Eye in the Sky